# Zmyślanka
Zmyślanka – wieś w Polsce położona w województwie wielkopolskim, w powiecie kaliskim, w gminie Opatówek. Miejscowość wchodzi w skład sołectwa Borów
W latach 1975–1998 miejscowość administracyjnie należała do województwa kaliskiego.